# Konary (powiat strzeliński)

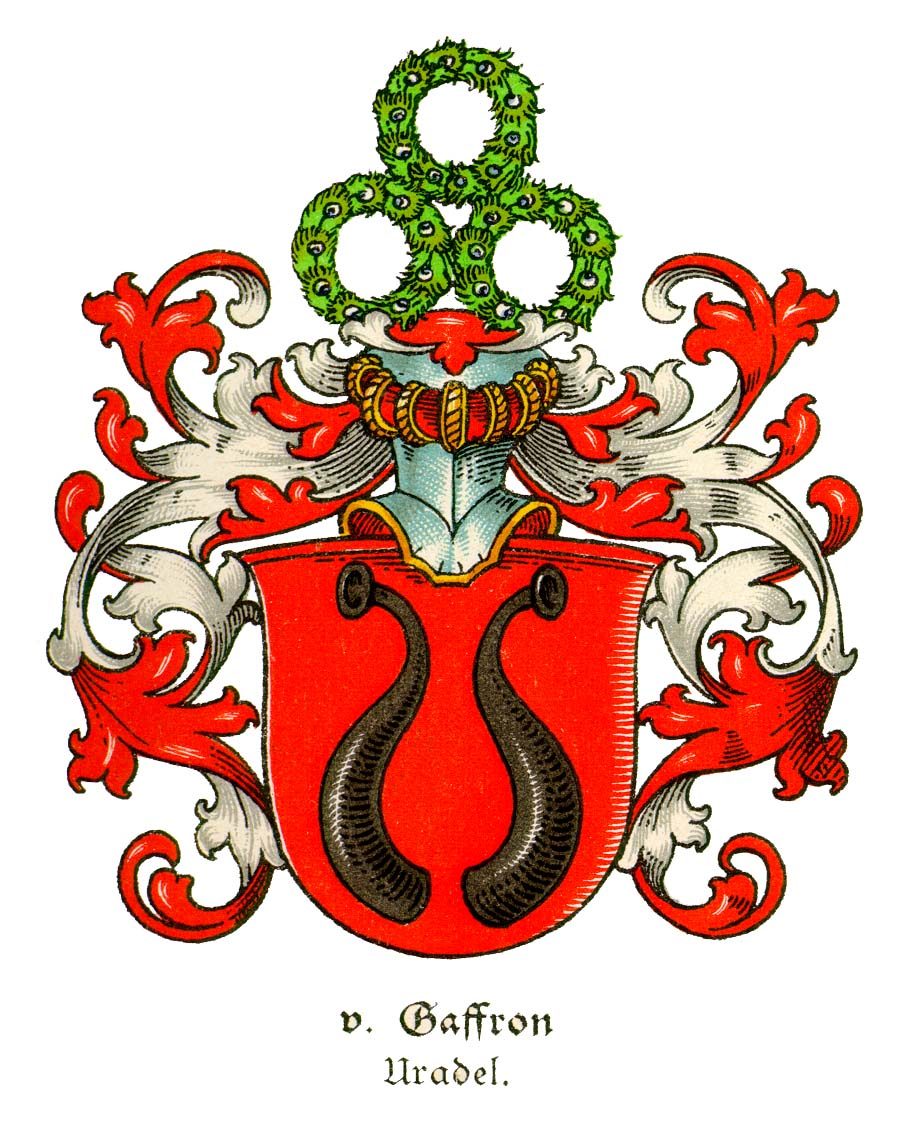
Herb rodziny von Gaffron

Konary (niem. Kunern) – wieś w Polsce położona w województwie dolnośląskim, w powiecie strzelińskim, w gminie Przeworno.

## Historia
W 1737 r. wieś w posiadaniu Maximiliana Paula von Gaffron. w 1783 r. właścicielem wsi był starosta królewski Ernst Christian Gottlieb von Gaffron. W l. 1825-40 posiadaczem był baron Hermann von Gaffron, dyrektor Śląskiego Instytutu Kredytowego.
W latach 1975–1998 miejscowość należała administracyjnie do województwa wałbrzyskiego.

## Zabytki
Do wojewódzkiego rejestru zabytków wpisany jest:
- zespół pałacowy:
  - pałac, z lat 1744-1756, 1812 r., 1922 r.
  - park, z pierwszej ćwierci XIX w.
  - spichrz, z 1763 r.